# 我的美麗日記

我的美麗日記（簡稱美記）是台灣統一藥品（統一企業下屬統一流通次集團旗下）於2004年推出，以片状面膜品类为主的开架保养品牌，也是台灣的面膜品牌之一。
此品牌的品类主要以片状面膜为主，其他產品還包括眼膜、卸妝水等。品牌有許多系列，其中自然鑰匙篇品種最多，为核心系列，亦為日本市場唯一銷售的系列。而涂抹式面膜系列仅在中国大陆地区销售。

## 發展歷史
在2003年之前，虽然当时很多女性喜歡敷面膜，但由于面膜价格高，想取得好用又便宜的面膜很不容易，因此在2004年，統一藥品創立“我的美麗日記”品牌。该品牌以平價作為定價策略，推出後平均每2-3年就會改版升級，且每年會推出4-5種新品。
2011年8月24日，我的美麗日記正式进入中国大陆市场，由中国大陆的屈臣氏负责该品牌产品的独家销售工作。由于我的美麗日記商标已经被中国大陆医药经营企业海王集团注册，因此在中国大陆上市时更名为“我的美丽日志”。
2013年7月28日，我的美麗日記舉行「千人敷面膜破金氏世界紀錄」派對活動，共吸引1,213人參加到此次活動當中，打破美國900多人同時敷面膜的紀錄。后来该纪录于2015年1月16日被總部位於广州的化妆品公司圣蜜莱雅打破，数字为1,231人。
2014年9月，該品牌推出了有洗臉、保養功能的卸妝水。
2015年，我的美麗日記面膜獲得日本@cosme大賞 紙類面膜NO.1及NO.3 。
2015年，我的美麗日記紙面膜獲得泰國、新加坡銷售冠軍。

## 销售

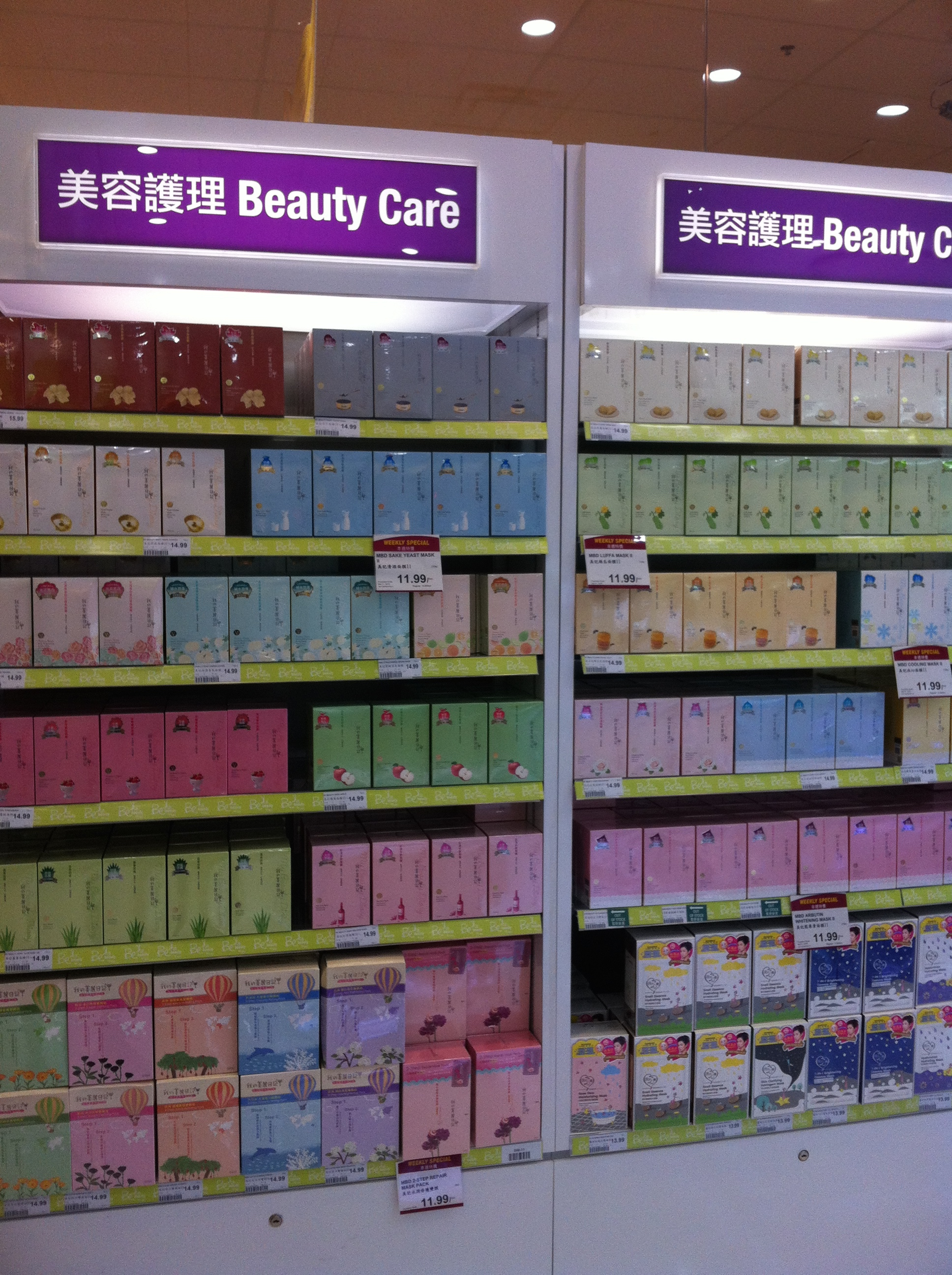
于加拿大溫哥華大統華超市銷售的我的美麗日記面膜

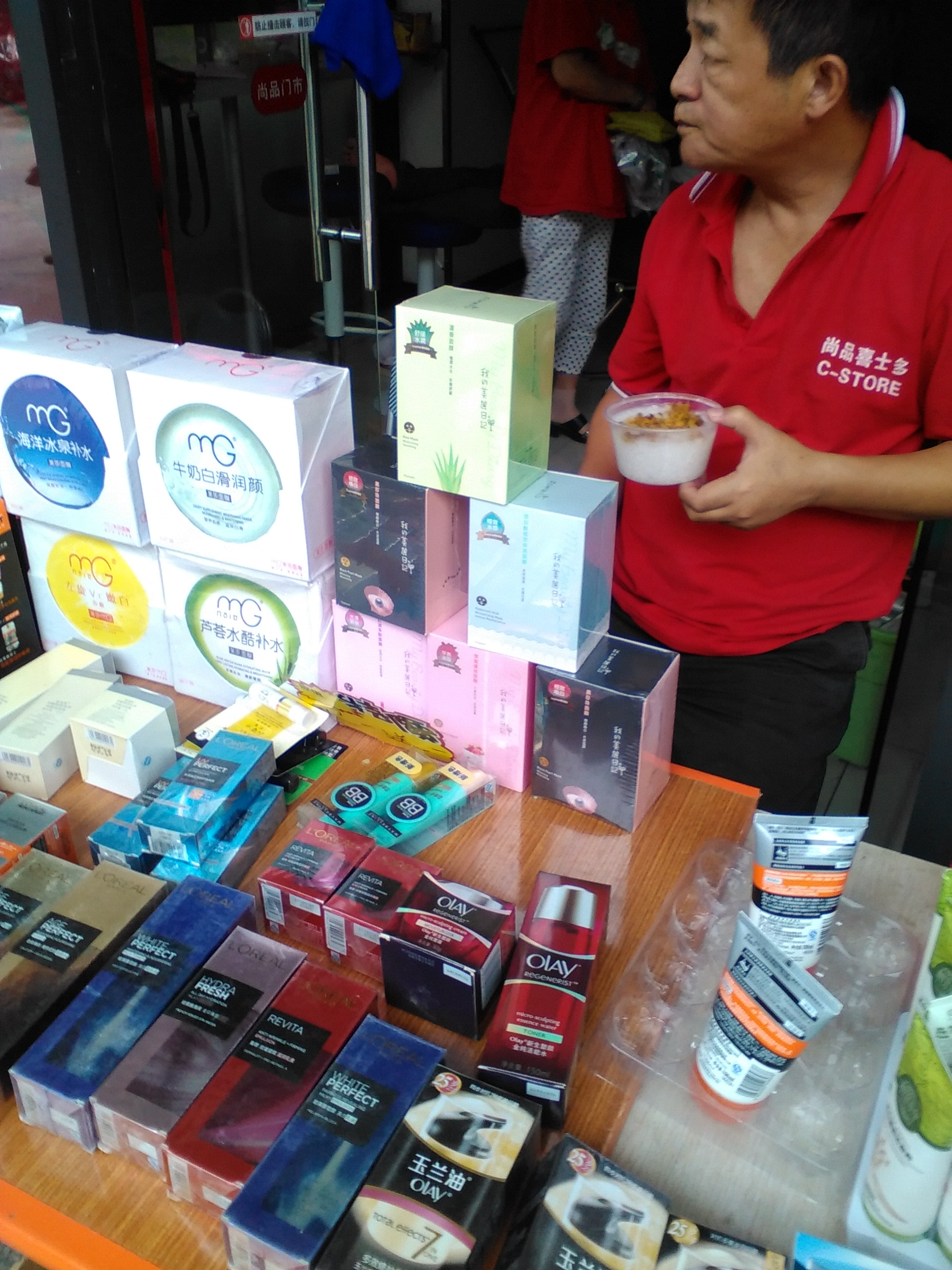
在中国大陆江苏省苏州市的一家便利店清仓现场，桌子左侧放着的为美即面膜，右为我的美丽日记面膜。这两个牌子的面膜在华人世界都享有美誉。

该品牌的产品除在台湾销售外，还銷售到香港、澳门、中国大陆、新加坡、马来西亚、美国、加拿大及泰國等华人聚居地，近年來更進軍日本和韓國市場。在中国大陆销售的我的美麗日記可分为台湾生产的台湾版，以及在苏州设厂生产的中国大陆版（名称为“我的美丽日志”）。
由於台灣售賣的價格比中國大陸便宜，不少赴台灣觀光旅遊的中國大陸遊客都會購買我的美麗日記面膜，一些人還會整箱購買。另外，台灣鳳梨酥名店維格餅家也開始與統一合作售賣我的美麗日記面膜。在中國大陸的網購平台，該品牌的產品也是搶手貨，2013年雙十一期間，該品牌曾擠進天猫排行榜前20。
2012年，該品牌共售出1.5億片面膜，2013年前三季共售出1.7億片面膜。

## 争议

### 假货问题
市面上有「我的美麗日記」面膜的仿冒品，这些仿冒产品都已經被中華民國政府和香港政府查处。为防止假货泛滥，統一藥品作出了防偽措施。

### 商标侵权事件
2012年10月，统一药品上海子公司发现，糯米网未经许可，多次在其网站上销售“我的美丽日记”的面膜，侵犯其商标独占许可使用权。2014年3月底，统一药品上海子公司将糯米网起诉至法院，要求停止在糯米网销售该产品，并赔偿50万元人民币的经济损失。